# Giorgio Cansacchi

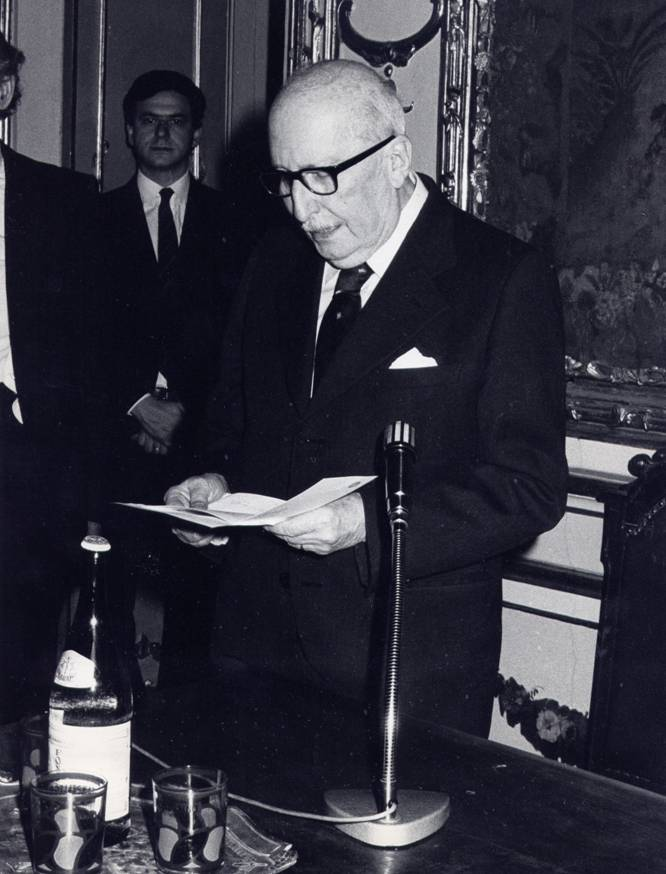
Prof. Cansacchi Presidente della SIOI Piemonte

Giorgio Prospero Cansacchi di Amelia (Pinerolo, 24 giugno 1905 – Torino, 19 ottobre 1987) è stato un giurista italiano, professore ordinario di Diritto internazionale all'Università degli Studi di Torino.

## Biografia
Giorgio Cansacchi nasce a Pinerolo da una famiglia di antica nobiltà umbra (conte, nobile di Amelia, barone di Sant'Angelo di Castelnuovo, Libro d'oro della Nobiltà Italiana, vol. XXXI, 2015-19, p. 296).
Consegue la laurea in Giurisprudenza nel 1927 e quella in Scienze Politiche e Amministrative nel 1929, presso l'Università degli Studi di Torino.
Nel 1929 pubblica la sua prima monografia, Il Papa e la Società delle Nazioni, realizzato partendo dalla tesi di laurea.
Avvocato, esercita dapprima la professione forense, e nel 1931 viene ammesso al patrocinio davanti alla Corte d'Appello di Torino e nel 1934 a quello presso la Cassazione.
La sua vera vocazione, tuttavia, è quella accademica. Nel 1937 frequenta il corso all'Accademia di diritto internazionale dell'Aja, diviene libero docente in Diritto internazionale e inizia il tradizionale percorso che conduce alla cattedra universitaria.
Nel 1938-39 è professore incaricato all'Università di Camerino, e già l'anno successivo partecipa con successo al concorso per il posto di professore straordinario indetto dall'Università di Catania. Nell'anno accademico 1940-41 è straordinario all'Università di Macerata, e dal 1942 diventa professore ordinario nell'Università di Modena.
Nel 1945 è chiamato a Torino, come professore ordinario di Istituzioni di diritto pubblico nella Facoltà di Economia e Commercio.
E' Preside della Facoltà di Economia e Commercio dal 1948 al 1962.
Influente membro del Senato Accademico, dal 1950 al 1972 è Pro-Rettore. Nell'anno accademico 1971-72 dirige l'Ateneo con funzioni di Rettore.
Intanto, nel 1962 è chiamato dalla Facoltà di Giurisprudenza come professore ordinario di Diritto internazionale. Già dal 1951 al 1957 aveva retto la cattedra che era stata di Giuseppe Ottolenghi, in qualità di supplente di Alessandro Passerin d'Entrèves, docente all'Università di Oxford, e dal 1957 al 1962 era stato professore incaricato. Accanto all'insegnamento costante della sua materia, il Diritto internazionale, dal 1956 al 1969 tiene anche per incarico il corso di Storia dei trattati e politica internazionale.
Dal 1952 al 1975 è docente di Diritto pubblico e diritto internazionale bellico alla Scuola d'Applicazione d'Arma dell'Esercito.
Fuori ruolo dal 1975, tiene ancora un corso libero parificato di Diritto internazionale, fino al collocamento a riposo nel 1980. Con decreto del presidente della Repubblica del 28 settembre 1981 viene, quindi, nominato professore emerito.
Per due volte è chiamato a tenere un corso all'Accademia di diritto internazionale dell'Aja (nel 1953 e nel 1970).
Nel 1967 diviene membro associato e nel 1979 membro dell'Institut de droit international. Fa anche parte dell'Istituto italiano di diritto internazionale, dell'Istituto italiano di studi legislativi, della sezione italiana dell'International Law Association, ed è socio corrispondente dell'Istituto Lombardo di Scienze e Lettere (dal 1969). È socio corrispondente (1956) e poi socio (1974), nella classe di Scienze morali storiche e filologiche, dell'Accademia delle Scienze di Torino, fondata da Re Vittorio Amedeo III nel 1783 come Accademia Reale.
Muore a Torino il 19 ottobre 1987.
Nel 1947 è tra i fondatori della Sezione Piemonte della Società Italiana per l'Organizzazione Internazionale (SIOI), della quale è dapprima Segretario (dal 1958) e Vice-Presidente (dal 1972) e poi Presidente (dal 1980).
Per diversi anni è stato membro della Giunta provinciale amministrativa, e fa parte di numerose Commissioni italiane.
Inoltre, è stato presidente della Consulta giuridica del Sovrano Militare Ordine di Malta.
È stato membro della Commissione Araldico-Genealogica per il Piemonte del Corpo della Nobiltà Italiana, dal 1959 al 1973.
È stato membro del Consiglio d'Amministrazione della Società Reale Mutua di Assicurazioni e di altre importanti Società e Istituzioni.

## Opere
- Il Papa e la Società delle Nazioni, Torino, 1929;
- Scelta e adattamento delle norme straniere richiamate, Torino, 1929;
- Lo statuto nobiliare italiano e il diritto internazionale, Pinerolo, 1935;
- La personalità internazionale del Sovrano Ordine Militare di Malta, in Il diritto ecclesiastico, 1936;
- Le relazioni familiari tra soggetti di diversa cittadinanza, in Annali Facoltà giuridica Università di Camerino, Napoli, 1936;
- L'occupazione dei mari costieri, Torino, 1936;
- Le relazioni familiari fra soggetti di diversa cittadinanza e la determinazione della loro legge regolatrice, Napoli, 1938;
- La notificazione internazionale, Milano, 1943;
- (Cansacchi G. - Monaco R.) Corso di diritto pubblico, V edizione, Torino, 1947;
- L'évolution depuis 1945 du droit italien en matière de reconnaissance et d'exécution des décisions étrangères d'annulation de mariage et de divorce, in Revue critique de droit international privé, 1952;
- Le choix et l’adaptation de la règle étrangère dans le conflit des lois, in Recueil des cours de l’Académie de droit internationale de La Haye, 1953;
- Il potere dello Stato occupante di modificare l'organizzazione giudiziaria in territorio occupato, in Archivio penale, 1953;
- Sullo “Stato di appartenenza” dei comandi giuridici nei trasferimenti territoriali, in Rivista di diritto internazionale, 1954;
- La continuità dello Stato pontificio, in Comunicazioni e studi del diritto internazionale e straniero dell’Università di Milano, 1955;
- La soggettività internazionale dell'Ordine di Malta in una recente sentenza ecclesiastica, in Rivista di diritto internazionale, 1955;
- Qualificazione dei fatti e qualificazione di norme, in Rivista di diritto civile, 1956;
- La sopravvivenza dell’ordinamento giuridico antecedente in territorio annesso, in Studi in onore di T. Perassi, Milano, 1957;
- A proposito della proposta fondazione di una “Scienza della legislazione”, in Il diritto dell'economia, 1960;
- Le Comunità sopranazionali e gli ordinamenti comunitari, in Studi in onore di E. Crosa, Milano, 1960;
- Les éléments fédéraux de la Communauté Economique Européenne M.E.C., in Mélanges G. Gidel, Parigi, 1961;
- Considerazioni sull'uso degli stemmi come marchi industriali, in Il Diritto dell'economia, 1962;
- (Cansacchi G. - Monaco R.), Lo Stato ed il suo ordinamento giuridico (Istituzioni di diritto pubblico), IX edizione, Torino, 1962;
- Gli investimenti esteri nella comunità internazionale attuale, in Il diritto dell’economia, 1964;
- Nozioni di diritto internazionale bellico, Torino, 1968;
- Identité et continuité des sujets internationaux, in Recueil des Cours de l'Académie de droit internationale de La Haye, Tome 130, Leyden, 1971;
- La legge regolatrice del rapporto di lavoro svoltosi all'estero, in Studi in onore di G. Grosso, vol. IV, Torino, 1971;
- (Cansacchi G. - Ferroglio G.) Corso di istituzioni di diritto pubblico, IV edizione, Torino, 1979;
- La cittadinanza comunitaria e i diritti fondamentali dell'uomo, in Studi in onore di G. Sperduti, Milano, 1984;
- La tutela internazionale degli sfruttamenti minerari sottomarini, in Studi Marittimi, n. 21, 1984;
- Sovranità e diritti sovrani, Milano, 1987.

## Onorificenze
Commendatore dell'Ordine della Corona d'Italia (1940); 
Ufficiale dell'Ordine Coloniale della Stella d'Italia (1940);
Commendatore dell'Ordine al Merito Civile di Spagna (1954);
Medaglia d'oro ai Benemeriti della Scuola, della Cultura e dell'Arte (1959)
Gran Croce al Merito Melitense con placca e fascia (1961); 
Commendatore dell'Ordine dei Santi Maurizio e Lazzaro (1971); 

Gran Croce di Onore e Devozione del Sovrano Militare Ordine di Malta (1983);